# Bersaglieri

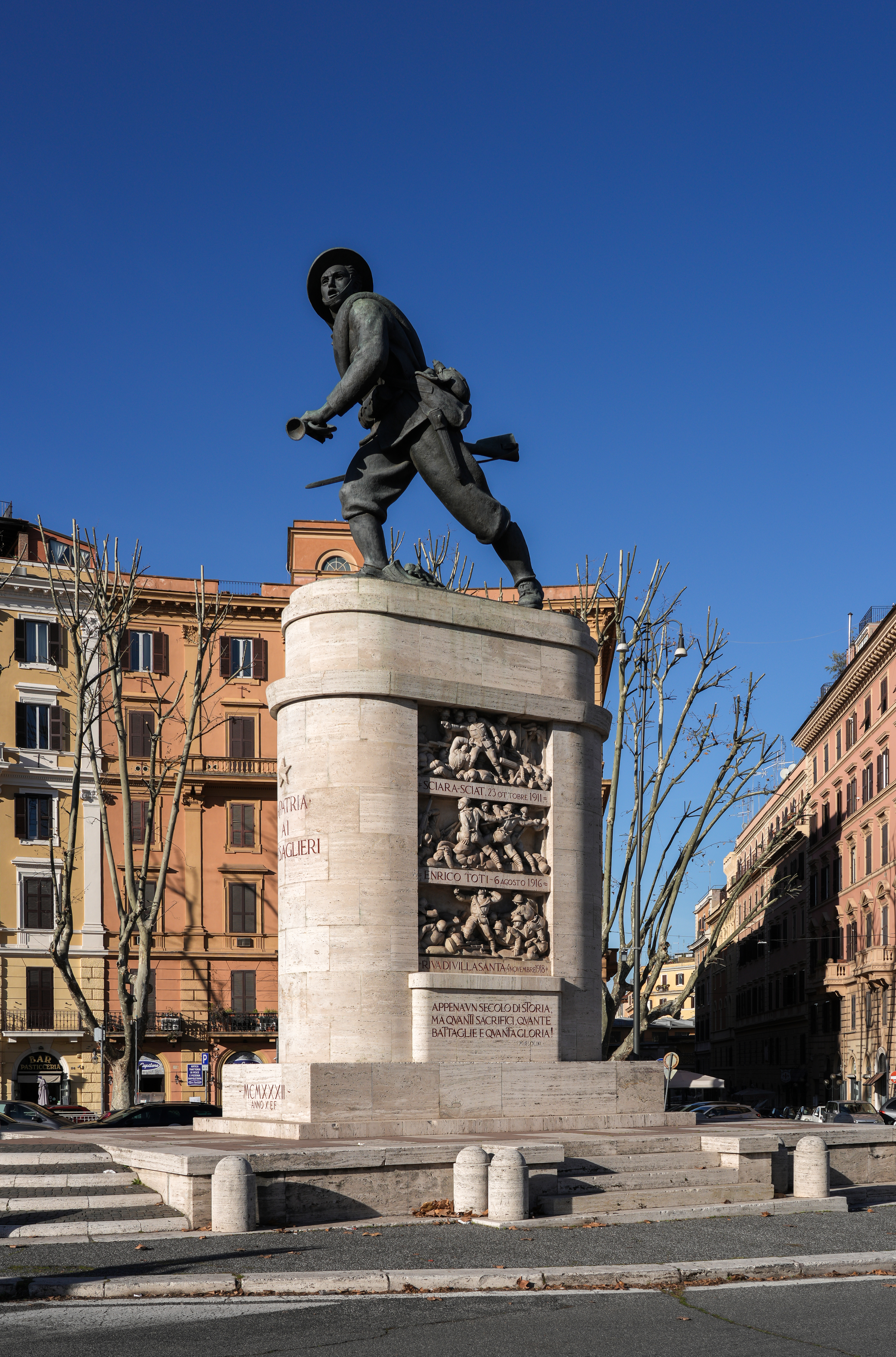
Bersaglieri-Denkmal an der Porta Pia in Rom

Die Bersaglieri (von italienisch bersaglio, „Ziel[scheibe]“; deutsch etwa „Schützen“) sind eine Infanterietruppe des italienischen Heeres.

## Geschichte

### Jäger als Vorgänger
Die Vorgänger der Bersaglieri waren die 1786 im piemontesischen Heer aufgestellten Cacciatori (Jäger). Sie unterstützten die herkömmliche Linieninfanterie, insbesondere im Rahmen des sogenannten „zerstreuten Gefechts“ und bei Aufklärungs- und Sonderaufgaben. Bis 1831 verfügte jedes Linieninfanterieregiment neben den normalen Infanteriekompanien über besondere Grenadier- und Jägerkompanien. Daneben stellte man nach der Restauration vier selbständige Jägerbataillone auf. Ein 1774 auf Sardinien entstandenes Regiment führte von 1816 bis 1852 den Ehrentitel „Gardejäger“ (Cacciatori Guardie). Als sich das Haus Savoyen während der napoleonischen Herrschaft nach Sardinien zurückzog, übernahm dieses Regiment dort die Wachaufgaben. 1852 ging es in der Gardebrigade Granatieri di Sardegna auf. Aus einer anderen Jägertruppe, der 1774 für Grenzschutzaufgaben aufgestellten Legione Truppe Leggere, ging später die Guardia di Finanza hervor.
1831 kam es im Königreich Sardinien-Piemont unter Karl Albert zu einer umfassenden Heeresreform. Mit Ausnahme der auf Sardinien verbliebenen Gardejäger wurden alle selbständigen Jägereinheiten aus Kostengründen aufgelöst. Der Verzicht auf eine eigenständige Leichte Infanterie erwies sich schon bald als Fehler.

### Gründung als leichte Infanterie

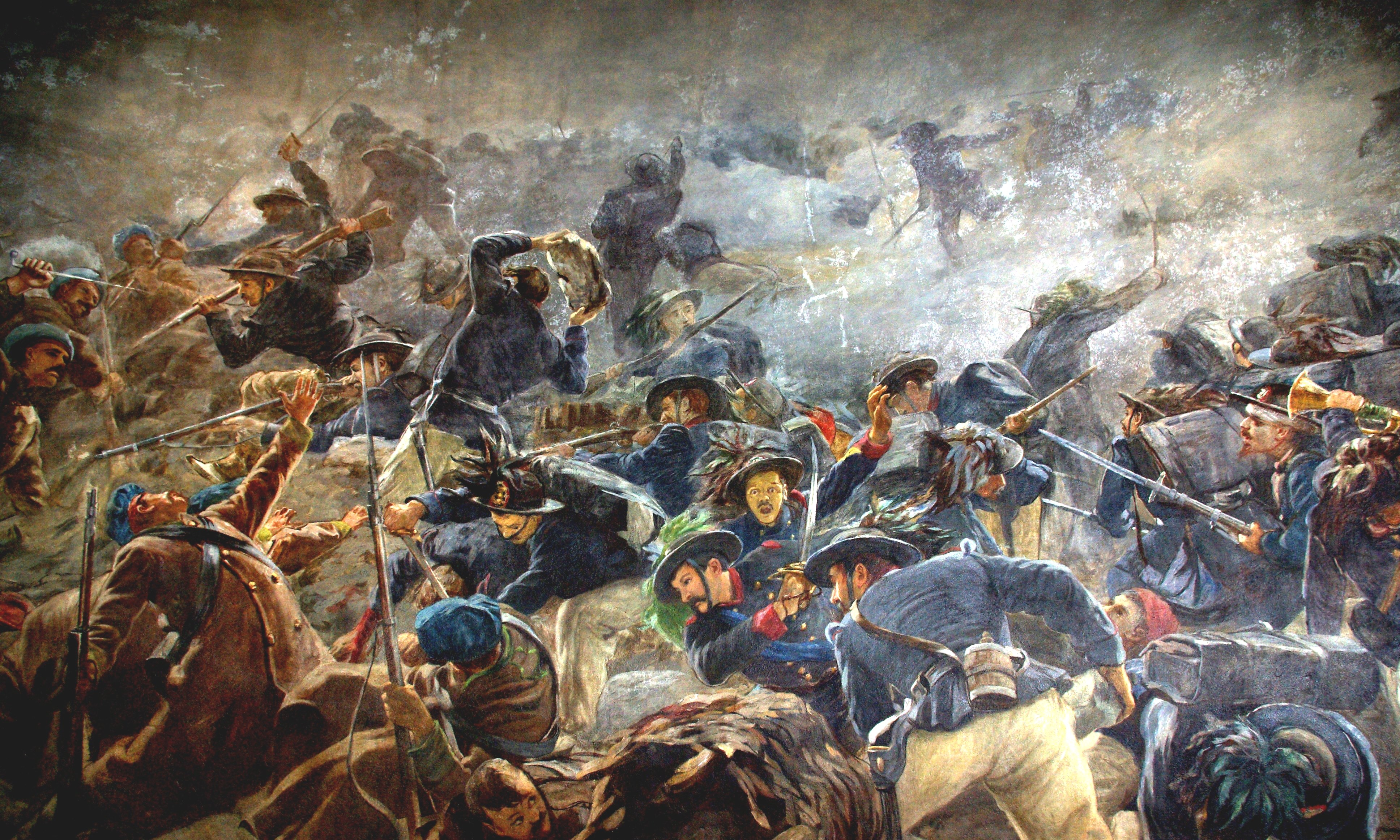
Krimkrieg: Bersaglieri in der Schlacht an der Tschornaja (16. August 1855)

Noch 1831 hatte der damalige Grenadierhauptmann Alessandro La Marmora vorgeschlagen, eine moderne Jägertruppe nach dem Muster der französischen „Jäger zu Fuß“ (chasseurs à pied) aufzustellen. Seine Denkschrift an den Kriegsminister Emanuele Pes di Villamarina wurde zwar positiv aufgenommen, fand jedoch beim König zunächst kein Gehör. In dieser Denkschrift griff La Marmora auf den in Norditalien schon seit 1805 bekannten Namen Bersaglieri (dt. „Scheibenschützen“) zurück, während Pes di Villamarina auf die früheren französischen Voltigeure Bezug nahm.
Nachdem sich La Marmora 1835 direkt an den König gewandt hatte, stimmte dieser der Aufstellung der neuen Truppe schließlich zu. Durch einen Königlichen Erlass vom 18. Juni 1836 wurde die Bersaglieri-Truppe offiziell aufgestellt. Ihre Feuertaufe erhielt sie im April 1848 bei Goito. Im Gegensatz zur starr kämpfenden Linieninfanterie sollten die Bersaglieri als leichte Infanterie in kleineren, selbständig operierenden Einheiten störende Überraschungsangriffe und handstreichartige Unternehmen ausführen oder als Scharfschützen auf ausgewählte gegnerische Ziele schießen, insbesondere auf Offiziere. Darüber hinaus sollten sie Aufklärungsaufgaben übernehmen, Flanken sichern und im entscheidenden Moment als Sturmtruppen in die Schlacht eingreifen. In diesen Bereichen ersetzten sie in gewissem Maß die weit teurere Kavallerie. Im piemontesischen Heer hatte jede der 10 Infanteriebrigaden bis 1860 je ein Bersaglieri-Bataillon. Bis zur Gründung der Alpini im Jahr 1872 waren die Bersaglieri auch für Einsätze im Gebirge vorgesehen.
Höhere physische und psychische Rekrutierungskriterien sowie Schnelligkeit (typisch ist der Bersaglieri-Laufschritt) und bessere Treffgenauigkeit im Einsatz waren kennzeichnend für die Bersaglieri und haben einen Elitestatus gegenüber der Linieninfanterie gerechtfertigt.

### Schnelle und mechanisierte Infanterie

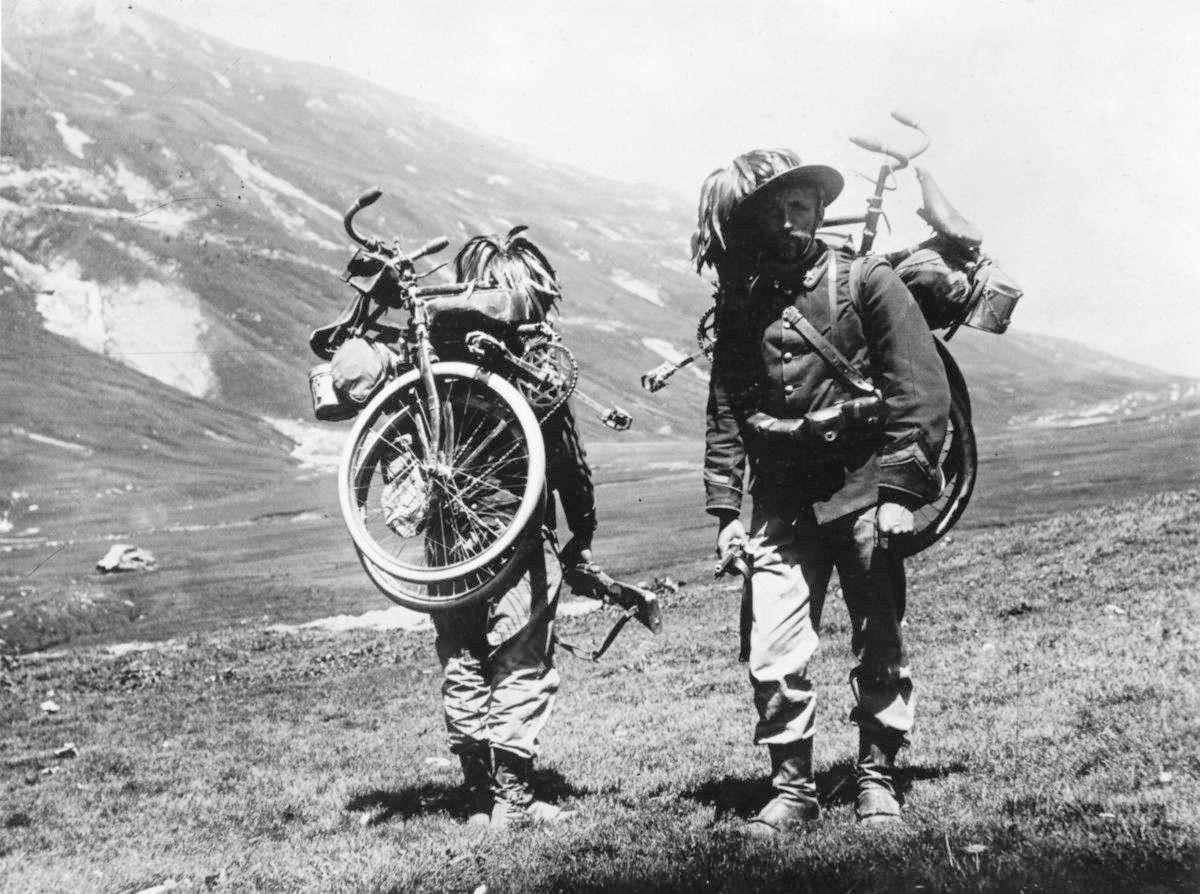
Bersaglieri mit Fahrrädern während des Ersten Weltkriegs

Ab 1871 hatte in der Regel jedes Armeekorps ein Bersaglieri-Regiment als Korpsverfügungstruppe. Die operativ selbständigen Bataillone wurden im Einsatz im Regelfall den Divisionen zugeteilt. 1898 wurde versuchsweise eine erste Radfahrkompanie aufgestellt. Bis zum Ersten Weltkrieg stellte man insgesamt 12 Radfahr-Bataillone auf. Im Ersten Weltkrieg waren die Bersaglieri in zwei Divisionen, sieben Brigaden, 21 Regimentern und 5 selbständigen Bataillonen aufgegliedert. Die nach Ende des Krieges demobilisierten Bersaglieri-Einheiten wurden in den 1920er Jahren in Form von 12 Radfahr-Regimentern wieder aufgestellt. Im Laufe des Zweiten Weltkrieges wurden sie schrittweise motorisiert, um im Rahmen motorisierter und gepanzerter Großverbände operieren zu können. Fast alle Bersaglieri-Regimenter zeichneten sich in beiden Weltkriegen besonders aus.

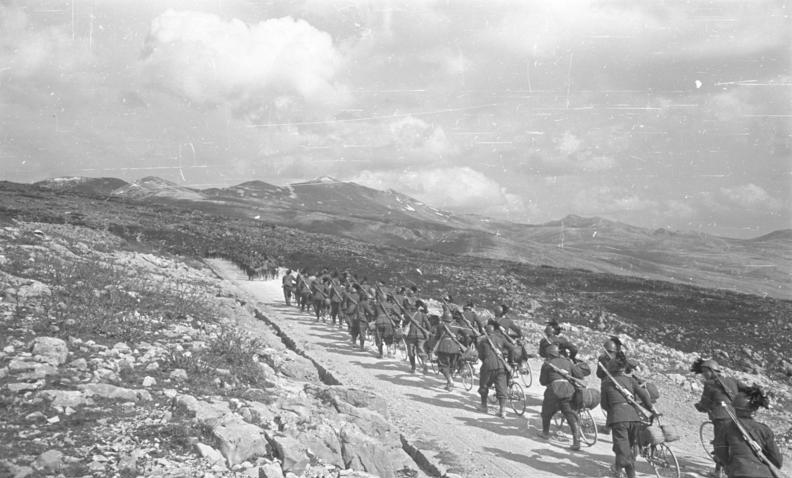
Bersaglieri 1941 in Jugoslawien

Die ursprünglich als Jägertruppe aufgestellten Bersaglieri wandelten sich nach dem Zweiten Weltkrieg von einer schnellen, motorisierten Infanterietruppe zu einer mechanisierten Infanterietruppe. Da auch die „Linieninfanterie“ schrittweise mechanisiert wurde, gab es bald keine wesentlichen Unterschiede mehr zwischen beiden Truppengattungen. Die Bersaglieri stellten traditionell die Infanterie in Panzerdivisionen, die jeweils über ein Bersaglieri-Regiment und ab 1975 über eine Bersaglieri-Brigade verfügten. In den Panzerbrigaden stellen ausschließlich Bersaglieri die Infanterie, die mechanisierten Infanteriebrigaden verfügen vereinzelt über Bersaglieri-Verbände. Ein Sonderfall ist die Bersaglieri-Brigade Garibaldi, die von 1975 bis 1986 die mechanisierte Brigade der Panzerdivision Ariete war und dann selbständig wurde. Das italienische Heer hat heute noch sechs Bersaglieri-Regimenter (Bataillonsstärke). Traditionell sind die Bersaglieri in Italien die beim Volk beliebteste Truppe. Das drückt sich auch in der Bedeutung der Bersaglieri in der italienischen Militärmusik aus, für die die Bersaglieri-Regmenter bekannt sind. Traditionell verfügte jedes Bersaglieri-Regiment über eine Militärkapelle, heute existieren davon noch vier mit je 35 Musikern. Sie fallen durch ihren ungewöhnlichen Stil auf, bei dem sie – meist unter dem Jubel des Publikums – im Laufschritt vor eigentlichen Militärparaden herlaufen und dabei ihre Blasinstrumente spielen – beispielsweise alljährlich am italienischen Nationalfeiertag.

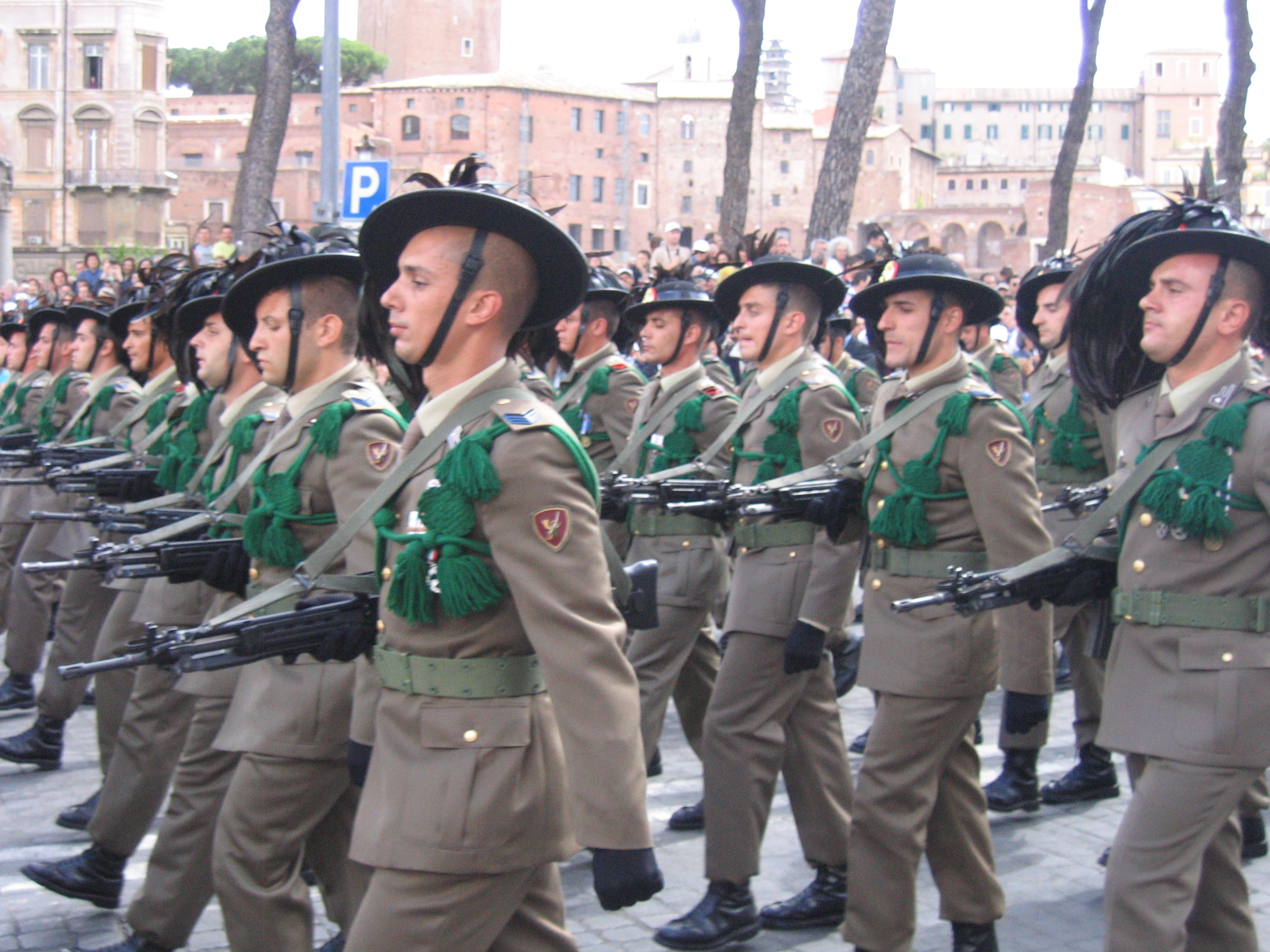
Rom, 2. Juni 2007: Bersaglieri des 8. Rgt. mit traditioneller Kopfbedeckung

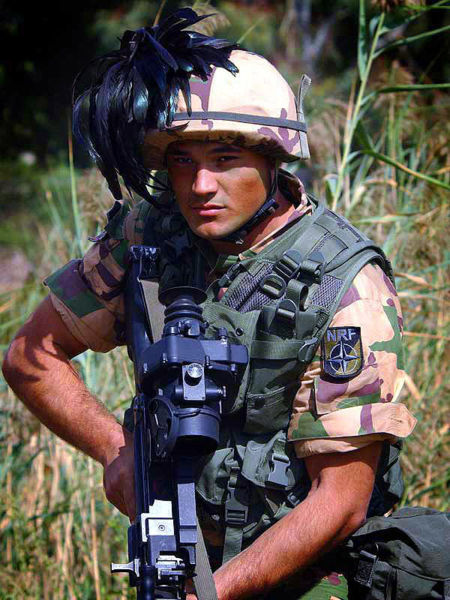
Bersagliere im (früheren) Wüstentarnanzug

## Uniform
Bei den Bersaglieri gab es traditionell einige besondere Uniformteile, die sie deutlich von den übrigen Infanterieeinheiten unterschieden.
Als Kopfbedeckung trugen die Bersaglieri bis 1916 einen weitausladenden Hut (Modell 1871) mit schwarz-grünen Hahnenfedern an der rechten Seite. Über die weiß-grüne Kokarde war eine aus Messing geprägte Granate mit gekreuzten Gewehren und Regimentsnummer gesetzt. Für den Feldeinsatz gab es einen grauen Stoffüberzug, der an der Stirnseite ein gesticktes Abzeichen besaß. Da die Italiener mit ihren Kopfbedeckungen die gleichen negativen Erfahrungen machen mussten wie alle kriegführenden Nationen, wurde 1916 ein Stahlhelm nach französischem Vorbild (Adrian-Helm) eingeführt. Im Gegensatz zu diesem wurde der italienische Helm jedoch aus einem Stück Stahl gepresst und war in dunklem Graugrün gestrichen. In der Regel wurden die Embleme der Einheiten und Waffengattungen auf die Stirnseite des Helms gemalt. Zu diesem Helm, der nach einigen erfolglosen Probeexemplaren entwickelt worden war, gab es Stoffüberzüge in gedeckten Farben. Die Bersaglieri befestigten auch an diesem Helm ihren Kopfputz aus Hahnenfedern.
1933 wurde ein moderner Stahlhelm in der italienischen Armee eingeführt, an dem bei den Bersaglieri erneut die traditionellen schwarzen Hahnenfedern angebracht waren. Dieser Helm wurde während des gesamten Zweiten Weltkriegs getragen, auch in der am 15. September 1943 gegründeten Italienischen Sozialrepublik (RSI) des faschistischen Diktators Mussolini. Am graubraunen windabweisenden Anorak M1940, der ursprünglich nur für die Alpini und Bersaglieri ausgegeben worden war, trug die leichte Infanterie einen karmesinroten Kragenspiegel in Form ihrer traditionellen Flamme. Der Metallaufsatz zeigte den Savoyer Stern. In der Italienischen Sozialrepublik wurde statt des Sterns ein „römisches“ Schwert mit den Buchstaben RSI getragen.
Der Hut M1871 wurde auch nach Einführung des Helmes im Jahre 1916 weiterhin getragen, nun jedoch beschränkt auf den Dienstanzug. In dieser Zusammenstellung ist er in leicht modifizierter Ausführung noch heute in Gebrauch.
Eine weitere traditionelle Kopfbedeckung der Bersaglieri-Mannschaften ist der Fes. Der Gebrauch dieser an eine Zipfelmütze erinnernde Mütze hat seinen Ursprung im Krimkrieg (1855), wo den Bersaglieri von den französischen Expeditionstruppen aus Nordafrika, den Zuaven, ihre traditionelle Kopfbedeckung als Zeichen der Bewunderung für ihren mutigen Einsatz in der Schlacht an der Tschornaja (it.: Cernaia) offeriert worden war. Seither ist der Fes Teil der Uniform der Bersaglieri. Er darf weder in der Tasche getragen noch gerollt oder unter der Achselschlaufe getragen werden. Der Fes ist rot und hat an einer maximal 30 cm langen Schnur eine blaue Quaste. Diese kann mit einer einzigen Bewegung von der einen zur anderen Schulter geworfen werden.
Soweit weder Schirmmütze noch Hut (Dienstanzug), Fes oder Helm (Kampfanzug) getragen werden, dient das beim italienischen Heer übliche schwarze Barett als Kopfbedeckung. Abweichend vom Standard ist das Bersaglieri-Emblem (Granate, Jagdhorn, gekreuzte Gewehre) mit der karmesinroten Waffenfarbe unterlegt und war von 2011 bis 2015 mit kleinen Hahnenfedern verziert.

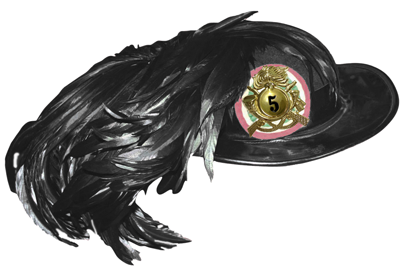
Bersaglieri-Hut
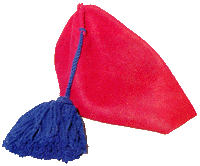
Fes (Mannschaften)
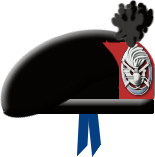
Barett der Bersaglieri (Mod. 2011)
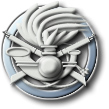
Bersaglieri-Emblem

## Aktive Verbände
- 1. Bersaglieri-Regiment (Cosenza, Brigade „Garibaldi“)
- 3. Bersaglieri-Regiment (Teulada, Brigade „Sassari“)
- 6. Bersaglieri-Regiment (Trapani, Brigade „Aosta“)
- 7. Bersaglieri-Regiment (Altamura, Brigade „Pinerolo“)
- 8. Bersaglieri-Regiment (Caserta, Brigade „Garibaldi“)
- 11. Bersaglieri-Regiment (Orcenico, Brigade „Ariete“)